# Anillo booleano
En álgebra abstracta, en particular en teoría de anillos, un anillo booleano es aquel anillo R en donde {\displaystyle a^{2}=a} para todo elemento de R. 
Expresado de otra forma, es un anillo en el que todos los términos son idempotentes.

## Conmmutatividad de los anillos booleanos
Los anillos booleanos necesariamente son anillos conmutativos. A continuación se presenta una prueba correcta de la conmutatividad.
| Los anillos booleanos son conmutativos |
| Sean a y b dos elementos arbitrarios del anillo booleano R. Primero observamos que necesariamente todo elemento es su propio inverso aditivo: {\displaystyle (a+a)=(a+a)^{2}=(a+a)(a+a)=a^{2}+a^{2}+a^{2}+a^{2}=a+a+a+a} de donde una cancelación muestra que {\displaystyle 0=a+a} y por tanto {\displaystyle a=-a}. Dado que {\displaystyle (a+b)=(a+b)^{2}}, desarrollando el producto del lado derecho obtenemos: {\displaystyle a+b=a^{2}+ab+ba+b^{2}=a+ab+ba+b} de donde se obtiene que {\displaystyle 0=ab+ba} y por tanto {\displaystyle ab=-ba}, de donde ya es inmediato que {\displaystyle ab=ba}, estableciéndose así la conmutatividad del anillo. |

## Equivalencia entre anillos booleanos y álgebras booleanas
Todo anillo booleano {\displaystyle (R,+,\cdot )} con elemento unitario 1 satisface los axiomas de un álgebra booleana {\displaystyle (R,\wedge ,\vee ,\neg )} si se define la disyunción como:

{\displaystyle a\vee b:=a+b+ab},

la conjunción como:

{\displaystyle a\wedge b:=ab}

y la negación como:

{\displaystyle \neg a:=a+1}.

De manera inversa, toda álgebra booleana se puede convertir en un anillo conmutativo definiendo las operaciones de suma y producto como:

{\displaystyle p+q:=(p\wedge \neg q)\vee (\neg p\vee q)}

{\displaystyle pq:=p\wedge q}